# الصومال في الألعاب الأولمبية الصيفية 2016
نافست الصومال في دورة الألعاب الأولمبية الصيفية 2016 في ريو دي جانيرو، البرازيل، من 05-21 أغسطس 2016.